# Montigny-lès-Cherlieu
Pour les articles homonymes, voir Montigny.
Montigny-lès-Cherlieu est une commune française située dans le département de la Haute-Saône, et la région administrative Bourgogne-Franche-Comté.

## Géographie

### Localisation

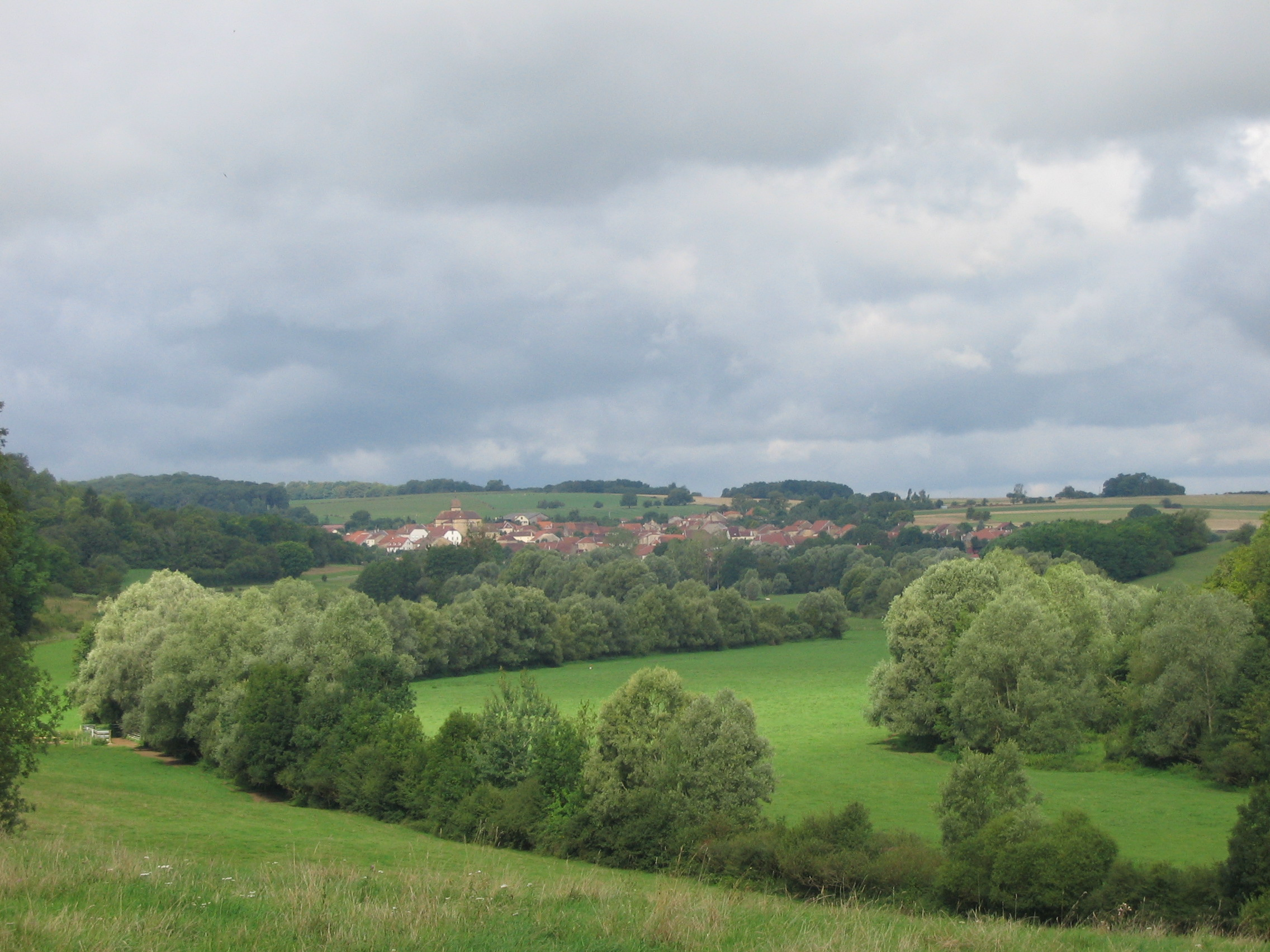
Vue générale avec l'Ougeotte en premier plan.

Montigny-lès-Cherlieu est un village de la région culturelle et historique de Franche-Comté situé à environ 90 km de Nancy, Besançon ou Dijon,
Le village est situé à 8 km du bourg commercial de Jussey. Un centre médical et quelques petits commerces sont implantés au chef-lieu de canton Vitrey-sur-Mance.
Il se trouve dans l'aire d'attraction de Vesoul et dans sa zone d'emploi, ainsi que dans le bassin de vie de Jussey.

### Communes limitrophes
Le village est limitrophe des communes de Melin, Oigney, Preigney, Bougey, Saint-Marcel, Vitrey-sur-Mance, Chauvirey-le-Châtel, Chauvirey-le-Vieil et du village de Noroy-lès-Jussey, désormais rattaché à la commune de Jussey.

### Géologie et relief
La superficie de la commune est de 20,98 km2 ; son altitude varie de 227  à   369 mètres.
Une vallée, où coule la rivière Ougeotte, au sud du village. Un plateau à l'est, et un autre au sud-est.

### Hydrographie

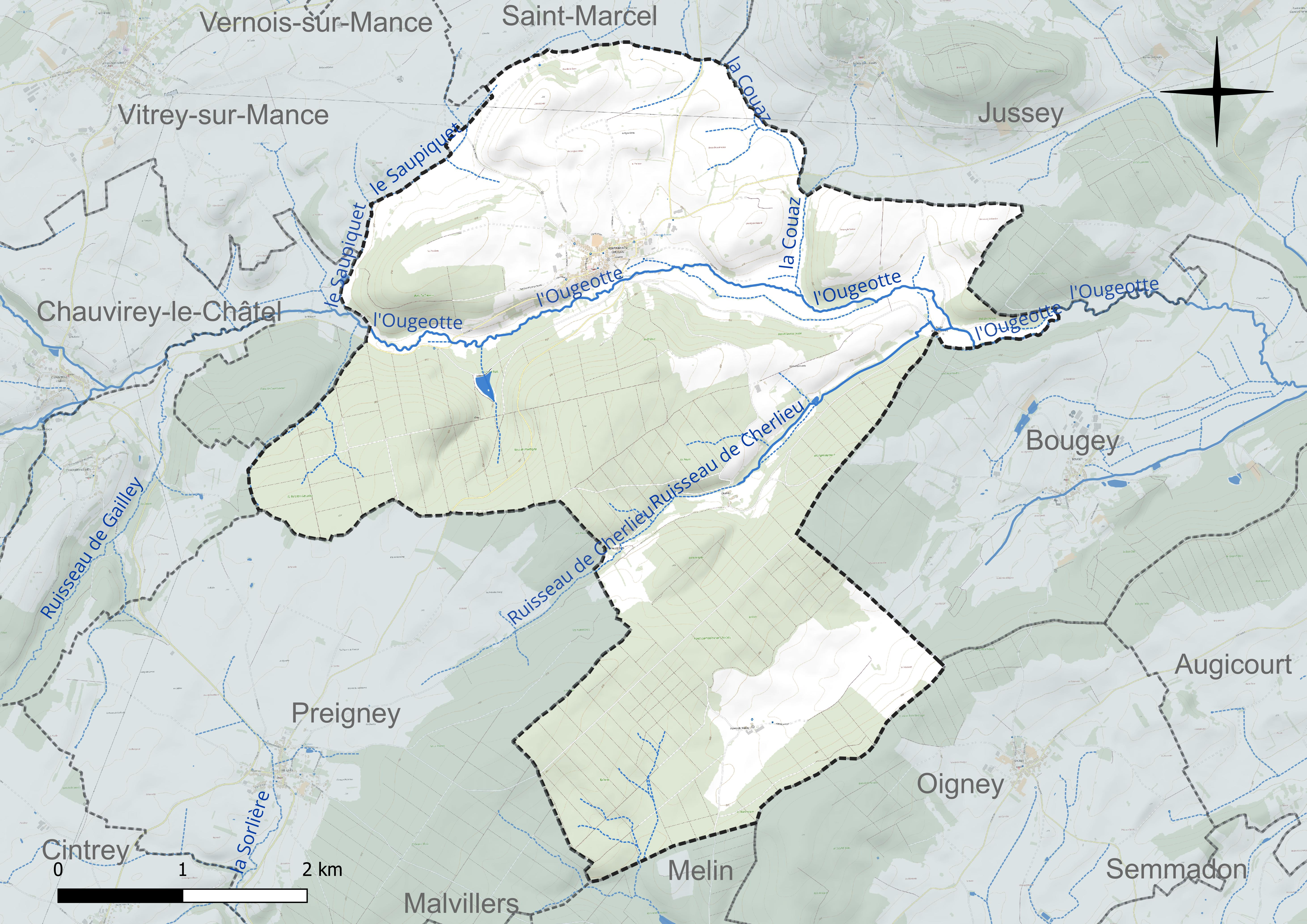
Carte hydrographique de la commune.

L'Ougeotte coule d'ouest en est ; elle a pour affluents le ruisseau de la Couaz et le ruisseau des Écrevisses. Elle se jette dans la Saône et est donc un sous-affluent du Rhône.

### Climat
Pour des articles plus généraux, voir Climat de la Bourgogne-Franche-Comté et Climat de la Haute-Saône.
En 2010, le climat de la commune est de type climat des marges montargnardes, selon une étude du Centre national de la recherche scientifique s'appuyant sur une série de données couvrant la période 1971-2000. En 2020, Météo-France publie une typologie des climats de la France métropolitaine dans laquelle la commune est dans une zone de transition entre le climat océanique altéré et le climat océanique altéré et est dans la région climatique Lorraine, plateau de Langres, Morvan, caractérisée par un hiver rude (1,5 °C), des vents modérés et des brouillards fréquents en automne et hiver.
Pour la période 1971-2000, la température annuelle moyenne est de 10 °C, avec une amplitude thermique annuelle de 17,1 °C. Le cumul annuel moyen de précipitations est de 916 mm, avec 12,8 jours de précipitations en janvier et 9 jours en juillet. Pour la période 1991-2020, la température moyenne annuelle observée sur la station météorologique de Météo-France la plus proche, « La Quarte », sur la commune de La Quarte à 9 km à vol d'oiseau, est de 10,4 °C et le cumul annuel moyen de précipitations est de 1 026,0 mm. 
La température maximale relevée sur cette station est de 39 °C, atteinte le 25 juillet 2019 ; la température minimale est de −18 °C, atteinte le 20 décembre 2009,,.
Les paramètres climatiques de la commune ont été estimés pour le milieu du siècle (2041-2070) selon différents scénarios d'émission de gaz à effet de serre à partir des nouvelles projections climatiques de référence DRIAS-2020. Ils sont consultables sur un site dédié publié par Météo-France en novembre 2022.

## Urbanisme

### Typologie
Au 1er janvier 2024, Montigny-lès-Cherlieu est catégorisée commune rurale à habitat dispersé, selon la nouvelle grille communale de densité à sept niveaux définie par l'Insee en 2022.
Elle est située hors unité urbaine. Par ailleurs la commune fait partie de l'aire d'attraction de Vesoul, dont elle est une commune de la couronne,. Cette aire, qui regroupe 158 communes, est catégorisée dans les aires de 50 000 à moins de 200 000 habitants,.

### Occupation des sols

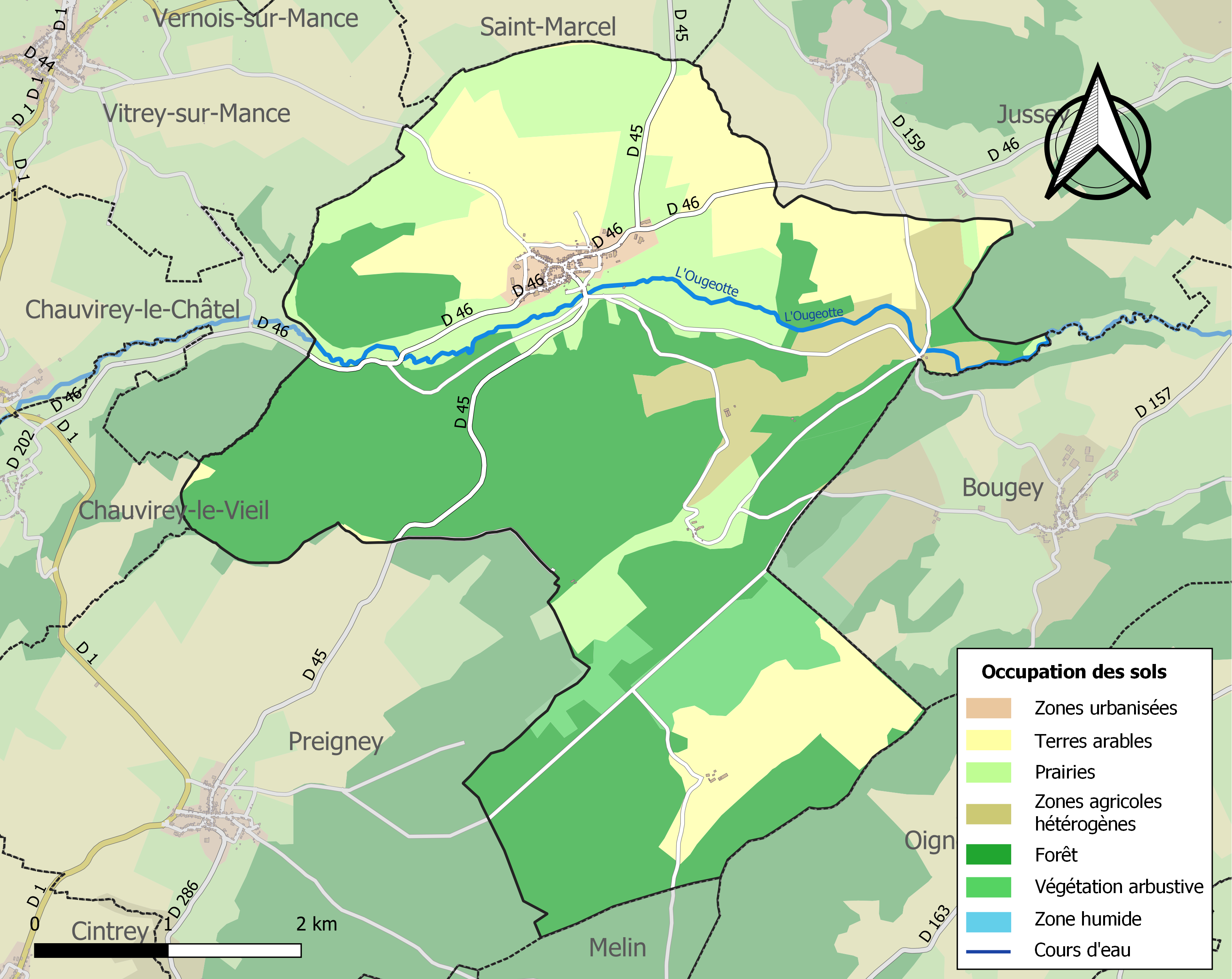
Carte des infrastructures et de l'occupation des sols de la commune en 2018 (CLC).

L'occupation des sols de la commune, telle qu'elle ressort de la base de données européenne d’occupation biophysique des sols Corine Land Cover (CLC), est marquée par l'importance des forêts et milieux semi-naturels (53,7 % en 2018), une proportion identique à celle de 1990 (53,7 %).
La répartition détaillée en 2018 est la suivante : forêts (48,7 %), terres arables (20,3 %), prairies (17,9 %), zones agricoles hétérogènes (6,6 %), milieux à végétation arbustive et/ou herbacée (4,9 %), zones urbanisées (1,6 %).
L'évolution de l’occupation des sols de la commune et de ses infrastructures peut être observée sur les différentes représentations cartographiques du territoire : la carte de Cassini (XVIIIe siècle), la carte d'état-major (1820-1866) et les cartes ou photos aériennes de l'IGN pour la période actuelle (1950 à aujourd'hui).

### Lieux-dits, hameaux et écarts
- hameau de Cherlieu avec les restes de l'abbaye cistercienne ;
- moulin d'Agneaucourt ;
- moulin du Ferry ;
- ferme de Marlay ;
- moulin du Battant en ruines.

### Habitat et logement
En 2021, le nombre total de logements dans la commune était de 118, alors qu'il était de 117 en 2016 et de 112 en 2011.
Parmi ces logements, 55,9 % étaient des résidences principales, 22,1 % des résidences secondaires et 22,1 % des logements vacants. Ces logements étaient pour 95,8 % d'entre eux des maisons individuelles et pour 4,2 % des appartements.
Le tableau ci-dessous présente la typologie des logements à Montigny-lès-Cherlieu en 2021 en comparaison avec celle de la Haute-Saône et de la France entière. Une caractéristique marquante du parc de logements est ainsi une proportion de résidences secondaires et logements occasionnels (22,1 %) supérieure à celle du département (6,2 %) et à celle de la France entière (9,7 %).
| Typologie                                               | Montigny-lès-Cherlieu | Haute-Saône | France entière |
| ------------------------------------------------------- | --------------------- | ----------- | -------------- |
| Résidences principales (en %)                           | 55,9                  | 83,2        | 82,2           |
| Résidences secondaires et logements occasionnels (en %) | 22,1                  | 6,2         | 9,7            |
| Logements vacants (en %)                                | 22,1                  | 10,6        | 8,1            |

## Toponymie
La localité a été dénommée Montagne, Montigne dans les vieux documents[réf. nécessaire], Montigny-le-Libre pendant la Révolution française.

## Histoire

Le blason ornant la fontaine, rue d'Arêne ; il s'agit d'anciennes armes de Lons-le-Saunier, que le fondeur a repris pour décorer ses fontaines.

Situé à la lisière de la forêt domaniale de Cherlieu, et sur le passage de l'ancienne voie romaine allant du Rhin à Langres, le village de Montigny-lès-Cherlieu doit son origine à un petit prieuré d'Antonins mentionné en 1127.
En 1131, saint Bernard de Clairvaux y fait construire une abbaye cistercienne qui prospére rapidement grâce à la protection des comtes de Bourgogne. Au XVe siècle, cette abbaye étend sa seigneurie sur 32 villages alentour. Ses plus anciennes propriétés sont celles de la ferme de Marlay et du moulin d'Agneaucourt.
Aujourd'hui, il ne reste de l'abbaye de Cherlieu que des vestiges, les pierres ayant été remployées pour construire les maisons du village.
Montigny-lès-Cherlieu forme paroisse depuis le XIIe siècle. Après le concordat, la paroisse se compose de l'ancien territoire de Montigny et des fermes et dépendances de la vieille abbaye cistercienne et de ce qui fut l’église de Notre-Dame-de-Cherlieu.
Au civil, Montigny ressortissait au duché de Bourgogne. Dans la première moitié du XIIe siècle, par donation du duc Renaud III de Bourgogne, Montigny passe sous la juridiction du monastère de Cherlieu, auquel les sires de Fouvent, Gérard en 1160 et Henri en 1224, concèdent aussi les propriétés et vignes qu'ils possèdent sur le territoire. La terre de Marlay était déjà en possession des religieux, par donation de Gislebert, gouverneur et seigneur de Jussey.
Vers l'an 1200, la discussion s'engage entre la branche cadette des ducs de Bourgogne, représentée par Étienne II et la branche aînée représentée par Othon II. Celui-ci dépouille les religieux de la jouissance de Montigny, mais à sa mort, il reconnaît ses torts et recommande à sa femme Marguerite de Blois de rendre Montigny à l'abbaye de Cherlieu. Bien loin d'exécuter les dernières volontés de son mari, Marguerite de Blois passe Montigny en fief à Hugues II comte de Vaudemont. Instruit de cette injustice, l'empereur Philippe de Souabe, par un rescrit signé à Spire (1202) ordonne de remettre Montigny au monastère. Cet ordre n'est pas exécuté par les officiers de Bourgogne.
Un nouvel édit impérial signé à Strasbourg (1204) par Conrad de Schaeffernach, commande aux habitants de Montigny de jurer fidélité et obéissance aux religieux. Marguerite de Blois se soumet (1205), mais ce n'est qu'en 1211, que Hugues II de Vaudémont, abandonne Montigny et le rend à ses légitimes propriétaires. À partir de ce moment, malgré quelques légères contestations, Montigny reste sous la dépendance du monastère.
Son sort fut joint au sien, et jusqu'à la Révolution française, il passa par les mêmes péripéties que l'abbaye.
Montigny subit les pillages accomplis par les bandes dites des Écorcheurs, aux environs de 1437-1439, et les guerres et dévastations sous Louis XI alors que celui-ci cherchait à s'emparer du duché de Bourgogne en 1476.
À cette époque le seigneur de ces terres est Imbert de La Platière de Bourdillon (1516 - 1567), un militaire français du XVIe siècle, maréchal de France le 6 avril 1564.
En 1569, Wolfgang de Bavière, duc des Deux-Ponts, incendie l'église de Cherlieu avec ses huguenots. Les Lorrains de Tremblecourt achèvent le désastre en 1595.
La peste fait aussi deux fois son apparition en 1349 et 1364.
La désolation est à son comble pendant les invasions des Suédois sous la conduite de Saxe-Weimar, au cours de la guerre de Dix Ans. En 1636, le pays est presque entièrement incendié (il restait seulement deux maisons) ; la population en 1654 n'était plus que de 32 ménages. L’abbaye est à nouveau pillée en 1641 par les Français de Du Hallier.
Enfin, Montigny souffre des armées de Louis XIV lors de sa Guerre de Dévolution en 1668.

## Politique et administration

### Rattachements administratifs et électoraux

#### Rattachements administratifs
La commune fait partie de l'arrondissement de Vesoul du département de la Haute-Saône, en région Bourgogne-Franche-Comté.
Montigny-lès-Cherlieu faisait partie depuis 1801 du canton de Vitrey-sur-Mance. Dans le cadre du redécoupage cantonal de 2014 en France, cette circonscription administrative territoriale a disparu, et le canton n'est plus qu'une circonscription électorale.

#### Rattachements électoraux
Pour les élections départementales, la commune fait partie depuis 2014 du canton de Jussey.
Pour l'élection des députés, elle fait partie de la première circonscription de la Haute-Saône

### Intercommunalité
La commune était membre de la petite communauté de communes des vertes vallées (Haute-Saône), intercommunalité créée en 1997 et qui regroupait environ 1 500 habitants en 2009.
L'article 35 de la loi n° 2010-1563 du 16 décembre 2010 « de réforme des collectivités territoriales » prévoyait d'achever et de rationaliser le dispositif intercommunal en France, et notamment d'intégrer la quasi-totalité des communes françaises dans des EPCI à fiscalité propre, dont la population soit normalement supérieure à 5 000 habitants.
Dans ce cadre, le schéma départemental de coopération intercommunale a prévu la fusion cette intercommunalité avec d'autres, et l'intégration à la nouvelle structure de communes restées jusqu'alors isolées. Cette fusion, effective le 1er janvier 2013, a permis la création de la communauté de communes des Hauts du val de Saône, à laquelle la commune est désormais membre.

### Liste des maires
| Période    | Période    | Identité            | Étiquette | Qualité |
| ---------- | ---------- | ------------------- | --------- | ------- |
| avant 1726 | après 1726 | Jean Claude Gousset |           |         |

| Période                                  | Période                        | Identité                       | Étiquette | Qualité                                                         |
| ---------------------------------------- | ------------------------------ | ------------------------------ | --------- | --------------------------------------------------------------- |
| Les données manquantes sont à compléter. |                                |                                |           |                                                                 |
|                                          |                                |                                |           |                                                                 |
| 1905                                     | 1919                           | Jean Baptiste Roy              |           |                                                                 |
| 1919                                     | 1921                           | Marie Georges Martial Chatelet |           |                                                                 |
| 1921                                     | 1921                           | Benjamin Demange               |           |                                                                 |
| 1921                                     | 1944                           | Auguste Payen                  |           |                                                                 |
| 1944                                     | 1947                           | Ernest Bertol                  |           |                                                                 |
| 1947                                     | 1950                           | Lucien Bouérat                 |           |                                                                 |
| 1950                                     | 1953                           | Louis Roussey                  |           |                                                                 |
| 1953                                     | 1959                           | Paul Petitot                   |           |                                                                 |
| 1959                                     | juin 1995                      | Jean Plançon                   |           |                                                                 |
| juin 1995                                | mars 2008                      | Charles Mourlot                |           |                                                                 |
| 2008                                     | juillet 2020                   | André Nicolas                  |           | Retraité                                                        |
| juillet 2020                             | 2021                           | Martine Moll                   |           | Cadre administrative ou commerciale d'entreprise Démissionnaire |
| juin 2021                                | En cours (au 30 novembre 2023) | André Aubry                    |           | Ouvrier retraité                                                |

## Équipements et services publics

### Enseignement
Les écoles sont implantées dans le village limitrophe de Vitrey-sur-Mance.

## Population et société

### Démographie
L'évolution du nombre d'habitants est connue à travers les recensements de la population effectués dans la commune depuis 1793. Pour les communes de moins de 10 000 habitants, une enquête de recensement portant sur toute la population est réalisée tous les cinq ans, les populations de référence des années intermédiaires étant quant à elles estimées par interpolation ou extrapolation. Pour la commune, le premier recensement exhaustif entrant dans le cadre du nouveau dispositif a été réalisé en 2005.

En 2022, la commune comptait 121 habitants, en évolution de −22,93 % par rapport à 2016 (Haute-Saône : −1,4 %, France hors Mayotte : +2,11 %).
| 1793 | 1800 | 1806 | 1821 | 1831  | 1836  | 1841 | 1846 | 1851 |
| ---- | ---- | ---- | ---- | ----- | ----- | ---- | ---- | ---- |
| 922  | 898  | 872  | 922  | 1 010 | 1 017 | 890  | 876  | 902  |

| 1856 | 1861 | 1866 | 1872 | 1876 | 1881 | 1886 | 1891 | 1896 |
| ---- | ---- | ---- | ---- | ---- | ---- | ---- | ---- | ---- |
| 802  | 857  | 814  | 711  | 683  | 660  | 663  | 656  | 611  |

| 1901 | 1906 | 1911 | 1921 | 1926 | 1931 | 1936 | 1946 | 1954 |
| ---- | ---- | ---- | ---- | ---- | ---- | ---- | ---- | ---- |
| 569  | 524  | 521  | 421  | 419  | 390  | 386  | 354  | 337  |

| 1962 | 1968 | 1975 | 1982 | 1990 | 1999 | 2005 | 2006 | 2010 |
| ---- | ---- | ---- | ---- | ---- | ---- | ---- | ---- | ---- |
| 285  | 259  | 219  | 196  | 169  | 152  | 169  | 170  | 177  |

| 2015 | 2020 | 2022 | - | - | - | - | - | - |
| ---- | ---- | ---- | - | - | - | - | - | - |
| 157  | 128  | 121  | - | - | - | - | - | - |

### Sport et loisirs
L'association Vivre à Montigny propose des animations tout au long de l'année.

## Économie
Activité essentiellement agricole : élevage et céréales. Une grande forêt, communale et domaniale. Une entreprise de bâtiments-travaux publics, une entreprise d'exploitation forestière.
Le tissu commercial qui, dans les années 1970, comptait 2 épiceries, 1 boucherie et 2 cafés, n'est constitué, en 2015, que par une boulangerie comprenant un rayon d'épicerie, fruits et légumes et produits frais, et qui assure des tournées dans les villages voisins.

## Culture locale et patrimoine

### Lieux et monuments

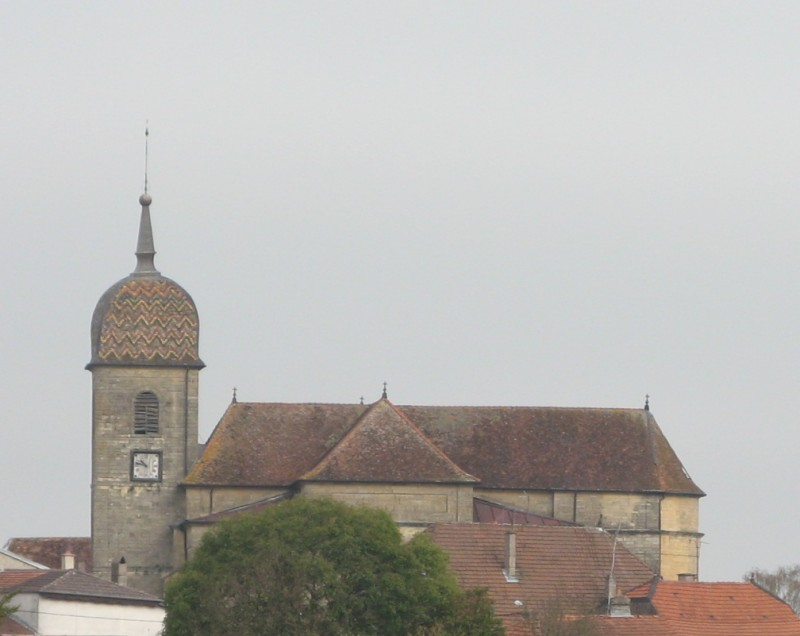
L'église de Montigny.

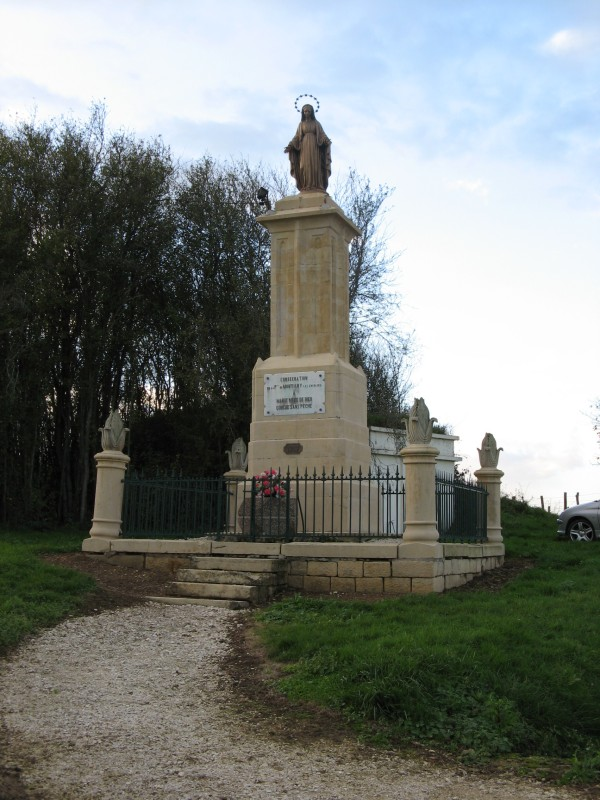
La Vierge de Montigny.

- Les ruines de l'abbaye de Cherlieu, construite entre 1150 et 1220, et dont l'église abbatiale avait des dimensions comparables à celles de la basilique Sainte-Marie-Madeleine de Vézelay, mais dont il ne subsiste qu'un pan de mur[25],[26]

Le village est resté sous la dépendance de l'Abbaye, tout au long de son existence.
- L’église de l'Assomption, siège de la paroisse, succède à une première église, bâtie au XIIe siècle. Elle est remplacée en 1752 par une construction de style roman à trois nefs. Il en reste le clocher. En 1854, construction de l'église actuelle, de proportion plus vaste, de style roman-byzantin, où l'on remarque surtout l'autel en pierre sculptée et polychrome, don du cardinal Gousset, les peintures et les vitraux. Elle fut consacrée par le cardinal Gousset et monseigneur Guerrin.

La chaire de bois sculpté date du XVIIe siècle ; des boiseries, toiles et autres statues du XVIIIe siècle, et un buste du cardinal Gousset ; la porte et la table de communion en fer forgé sont remarquables et proviendraient de Cherlieu.
- Une statue de la Vierge surplombe le village. Elle fut érigée en reconnaissance à la Vierge car le choléra avait épargné le village en 1854. Elle a été consacrée le 15 août 1857 par le cardinal Gousset.
- Sept fontaines - toujours en eau - dont cinq avec lavoir associé ; deux lavoirs sont couverts.
- Des croix dans le village et au sein du finage.
- Le monument aux morts
- Un étang ouvert à la pêche en pleine forêt, un terrain de tennis.
- Un circuit de randonnée[27] balisé, au départ de Montigny, permet de rejoindre Cherlieu (8 ou 18 km) à travers la forêt.

### Folklore et traditions
- La coutume du mai

### Personnalités liées à la commune
- Le cardinal Thomas Gousset (1792-1866), archevêque de Reims, y est né. Son buste se trouve dans l'église.
- Georges Cogniot (1901-1978), écrivain, philosophe et homme politique communiste français, l'un des principaux rédacteurs du rapport Langevin-Wallon organisant après guerre l'enseignement laïque, y est né.

## Pour approfondir